# Kambila
Kambila is een gemeente (commune) in de regio Koulikoro in Mali. De gemeente telt 15.500 inwoners (2009).